# إليزابيث مور
إليزابيث مور (بالإنجليزية: Elisabeth Moore)‏ مواليد 05 مارس 1876 في بروكلين - الوفاة 22 يناير 1959 في فلوريدا، الولايات المتحدة، كانت لاعبة كرة مضرب أمريكية وكانت تلعب باليد اليمنى. كما أنها إحدى بطلات الجراند سلام.

## النهائيات

### الفردي: الألقاب 4, الوصافة 5
| النتيجة | السنة | البطولة                   | الأرضية | المنافس              | النتيجة                 |
| ------- | ----- | ------------------------- | ------- | -------------------- | ----------------------- |
| الوصافة | 1892  | البطولة الوطنية الأمريكية | عشبية   | مابل كاهيل           | 7–5, 3–6, 4–6, 6–4, 2–6 |
| الفوز   | 1896  | البطولة الوطنية الأمريكية | عشبية   | جولييت أتكينسون      | 6–4, 4–6, 6–2, 6–2      |
| الوصافة | 1897  | البطولة الوطنية الأمريكية | عشبية   | جولييت أتكينسون      | 3–6, 3–6, 6–4, 6–3, 3–6 |
| الفوز   | 1901  | البطولة الوطنية الأمريكية | عشبية   | ميرتل مكاتير         | 6–4, 3–6, 7–5, 2–6, 6–2 |
| الوصافة | 1902  | البطولة الوطنية الأمريكية | عشبية   | ماريون جونز فاركوهار | 1–6, 0–1 انسحاب         |
| الفوز   | 1903  | البطولة الوطنية الأمريكية | عشبية   | ماريون جونز فاركوهار | 7–5, 8–6                |
| الوصافة | 1904  | البطولة الوطنية الأمريكية | عشبية   | ماي ساتون بندي       | 1–6, 2–6                |
| الفوز   | 1905  | البطولة الوطنية الأمريكية | عشبية   | ماي ساتون بندي       | default                 |
| الوصافة | 1906  | البطولة الوطنية الأمريكية | عشبية   | هيلين هومانز         | default                 |

## روابط خارجية
- إليزابيث مور على موقع قاعة مشاهير كرة المضرب الدولية (الإنجليزية)